# Стрибні Скалиці
Стри́бна Ска́ліце (чеськ. Stříbrná Skalice, «Срібна скелиця») — село і муніципелітет в Чехії, Середньочеський край, окрузі Прага-схід. Розташована за правому березі річки Сазава, за 26 км на південний схід від Праги. Вперше згадується у джерелах 1360 року. До складу муніципалітету також входять села Градец (Hradec), Градове-Стрімеліце (Hradové Střimelice), Костельні-Стрімеліце (Kostelní Střimelice). Населення — близько 1500 осіб.

## Назва
- Стри́бна Ска́ліце, або Срі́бна Ска́лиця (чеськ. Stříbrná Skalice, «Срібна скелиця») — від срібних копалень.
- Срі́бний Ска́ліц ( нім. Silber Skalitz), або Зільберска́ліц (нім. Silberskalitz) — стара німецька назва.
- Ска́ліце, або Ска́лиця (чеськ. Skalice) — коротка стара назва.

## Географія
Стрибна Скалиці розташована за правому березі річки Сазава, за 26 км на південний схід від Праги.
Найвища точка — гора Скалка (516 м).
На території села розташовані ставки Грушков і Пропаст.

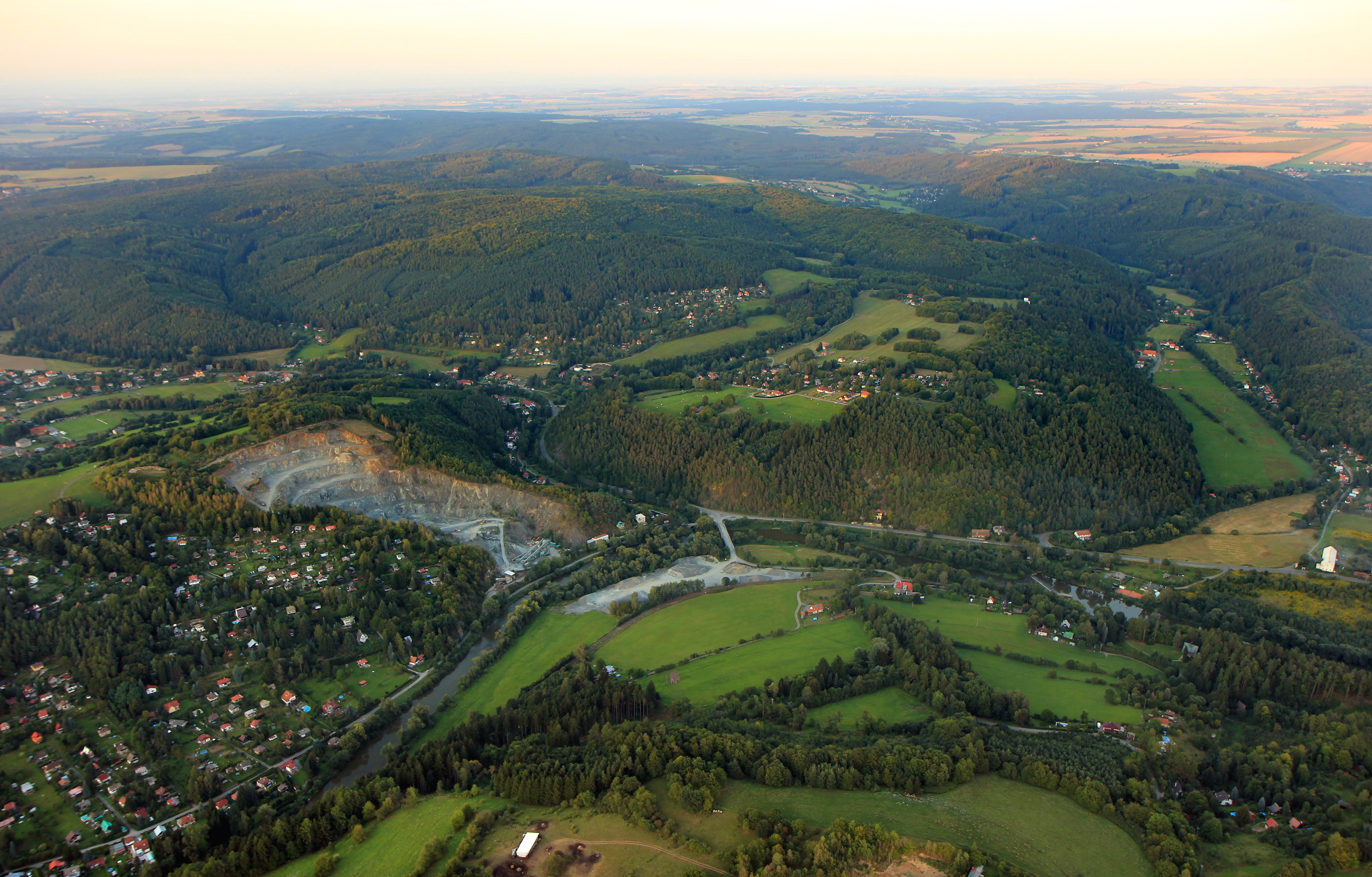
Схід Скалиці
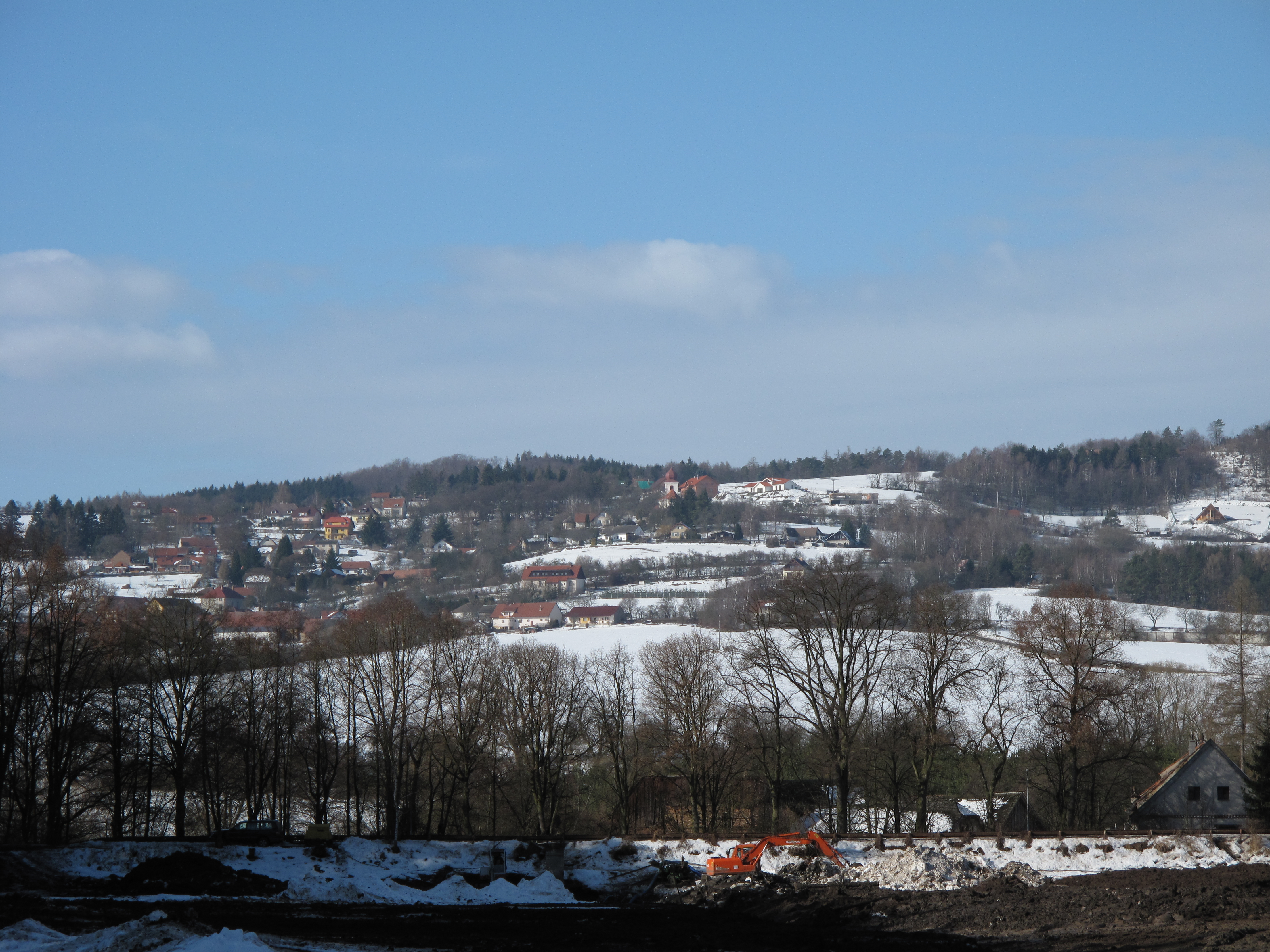
Зимова Скалиця

## Історія
Вперше згадується в джерелах як «Скалиця» (Skalice) під 1360 роком. Власниками села були шляхтичі Стибор зі Скалиці (1360–62), Стрижек зі Скалиці (1376), Кунеш зі Скалиці (1377), Єшек зі Скалиці (1384–92), Ян зі Стримелиці (1393) і Богдан з Драгониць й Скалиці (1402–03).
Наприкінці XIV ст. — початку XV ст. поселення Скалиця мало свій замок. Зокрема, 1403 року його бургграфом був Радциг Кобила, васал богемського короля Венцеслава IV. 
Того ж 1403 року Скалицю здобули і сплюндрували війська угорського короля Сигізмунда, що претендував на корону Богемії. 
19 грудня 1403 року король Венцеслава IV дарував землі поселення Яну Соколо з Вамберка.
У 1413—1415 роках Скалицею керував Коломан з Крікави, а пізніше вона стала власністю Сазавського монастиря. 
1417 року Скалиця вперше згадується як містечко.

## Адміністративний поділ
- Пшибиславиці (Стрибна Скалиці)

## Пам'ятки
- Церква святого Якова (ХІІ ст., романська, з бароковою добудовою)
- Церква святого Яна Непомуцького (1730, барокова)
- Ратуша

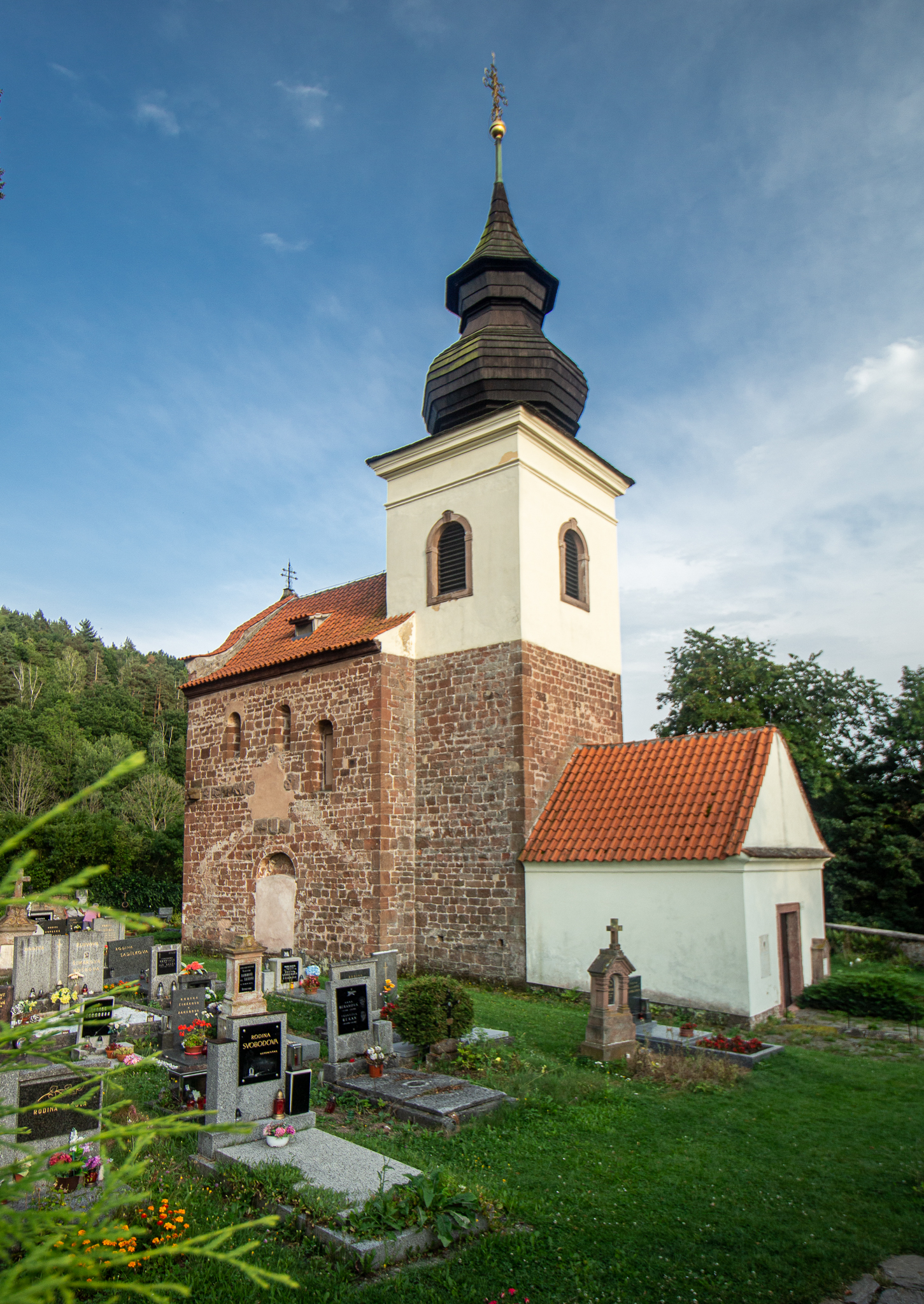
Церква Якова
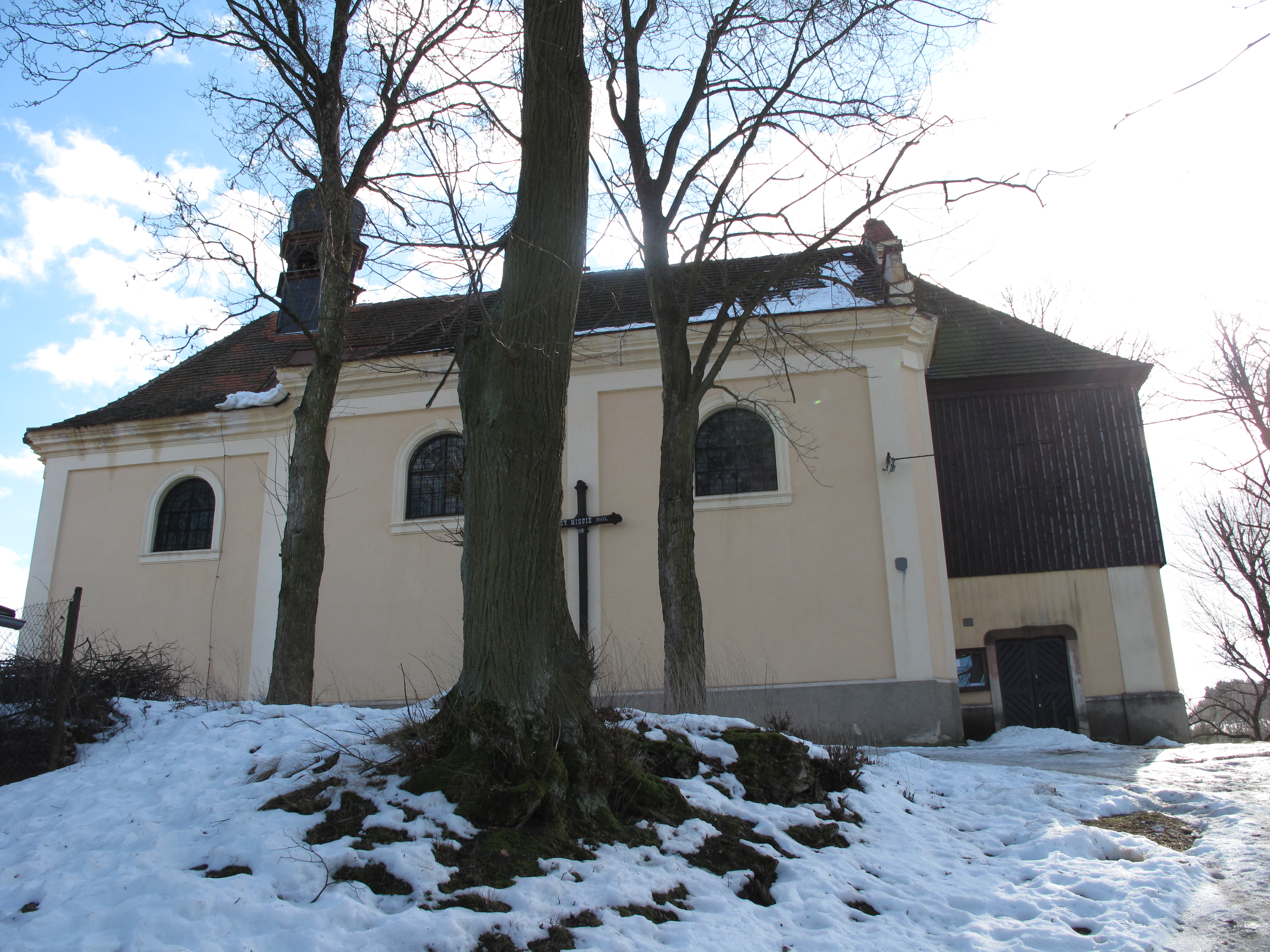
Церква Яна
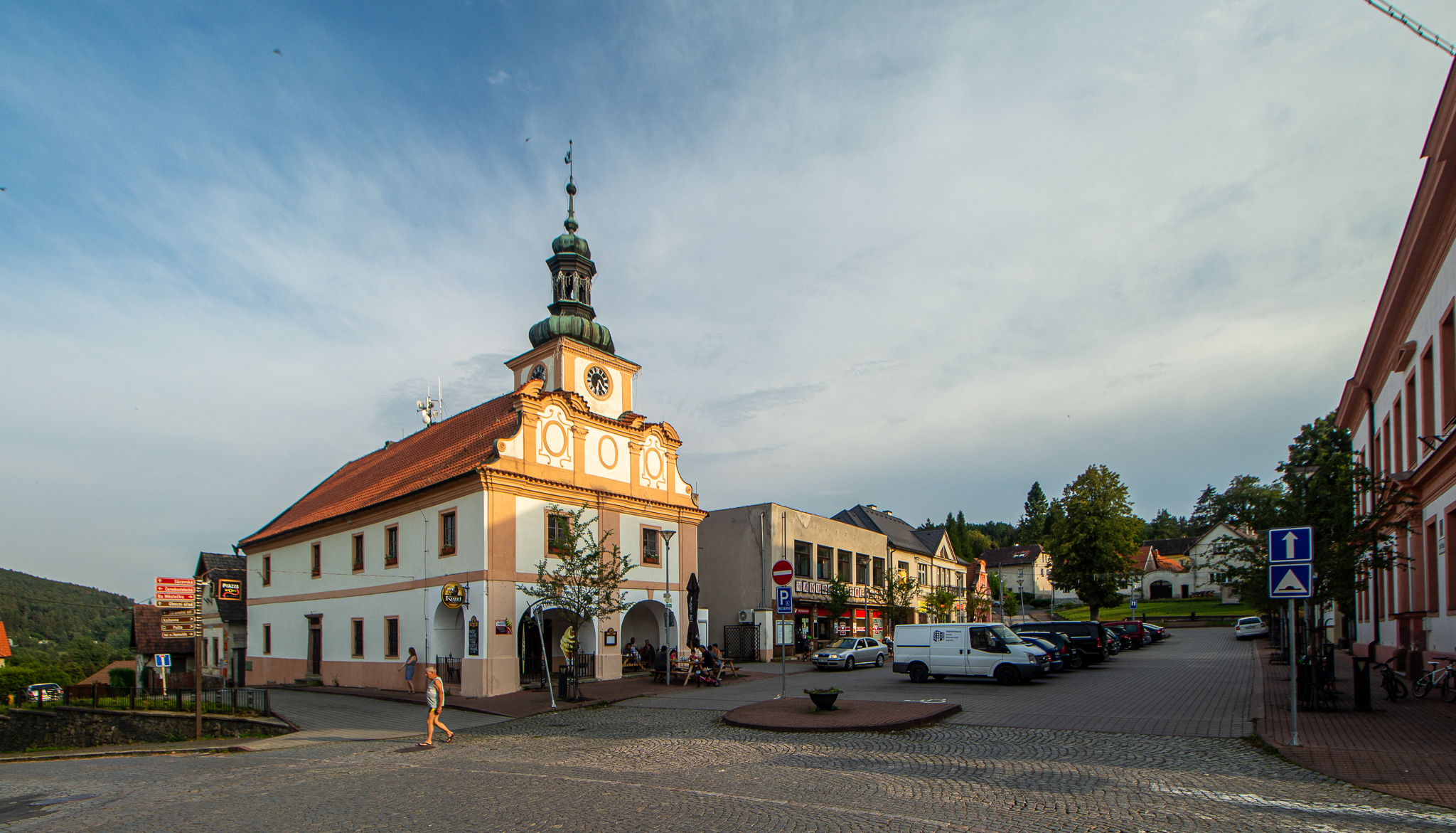
Ратуша

## У культурі

### Відеоігри
- Скалиця і замок XIV ст. відтворені у грі Kingdom Come: Deliverance.